# San Cristóbal de La Laguna
San Cristóbal de La Laguna, conegut popularment com La Laguna, és un municipi a l'illa de Tenerife, a les illes Canàries. La ciutat va ser declarada Patrimoni de la Humanitat per la UNESCO el 1999. És la tercera urbs més poblada de Canàries, després de Las Palmas de Gran Canària i Santa Cruz de Tenerife. Hi radiquen el Consell Consultiu de Canàries i la Diòcesi de Tenerife (diòcesi de la província).

## Situació

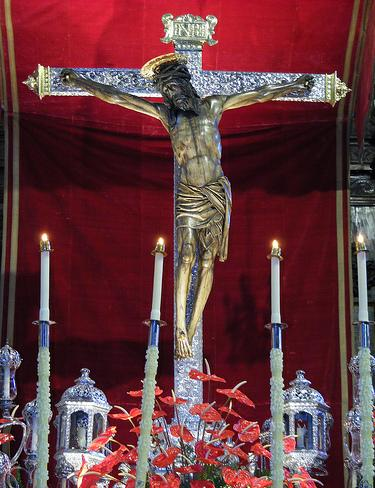
Cristo de La Laguna

El terme municipal de La Laguna està situat al nord-est de l'illa de Tenerife, a la Vall d'Aguere, entre el Massís d'Anaga i la Forest de la Esperanza. Encara quan el municipi no és dels més extensos de l'illa, sí que és dels més diversos; en el seu centre, en una extensa vega envoltada de muntanyes, se situa la ciutat de San Cristóbal de La Laguna amb el seu cinturó de barris populars, entre els quals destaquen La Verdellada, Santa María de Gracia, El Coromoto, San Benito o El Bronco. Al sud, entre la ciutat i Santa Cruz de Tenerife, es troba la zona en auge urbà i econòmic, La Cuesta i Taco amb els seus múltiples barris dormitoris. I al nord, la costa i la comarca agrícola de Tejina i Vall de Guerra i la turística de Bajamar i Punta del Hidalgo. A l'oest, el municipi s'expandeix pels Genetos i Los Yermos, i es conserva en forma residencial i rústica a Guamasa i el Ortigal. A l'est, el municipi s'estén pel massís d'Anaga, on els assentaments rurals de Les Mercès, el Batán o Las Carboneras són el més important.

## Història
San Cristóbal de La Laguna va ser fundada sobre un antic llac o llacuna, que igual que va ocórrer en la Ciutat de Mèxic es va assecar i va permetre el creixement de la ciutat. Va ser la capital de Tenerife després d'acabar la conquesta de les illes. Fundada entre 1496 i 1497 per Alonso Fernández de Lugo, va ser residència d'alguns capitans generals i del Cabildo de Tenerife, per estar situada en l'interior de l'illa i amb això lliure de saquejos dels pirates. La ciutat es va formar a poc a poc en els primers segles, i s'hi va assentar l'elit i aristocràcia de l'època i el poder religiós. El 1582, la ciutat va sofrir una virulenta epidèmia de pesta negra que va produir entre 5.000 i 9.000 morts.
Amb els anys la ciutat va perdre pes econòmic i poblacional respecte al seu port, el Puerto de Santa Cruz de Tenerife, que en el segle xix assoleix amb Ferran VII el trasllat de la capitania i la capitalitat insular des de La Laguna a Santa Cruz. La Laguna va assolir mantenir-se a flotació gràcies al fet que s'havia creat ja el bisbat de la diòcesi Nivariense (abans només existia la diòcesi de Canàries, amb seu a Las Palmas de Gran Canària) i la Universitat de La Laguna (a partir del col·legi dels agustins); institucions atorgades a La Laguna gràcies a l'acció de Cristóbal Bencomo, confessor de Ferran VII. Des que la ciutat va perdre la capitalitat va entrar en un llarg retard de desenvolupament enfront de Santa Cruz, fins que a mitjan segle xx va començar una imparable època de desenvolupament urbanístic que l'han col·locat novament entre les principals ciutats de l'arxipèlag.

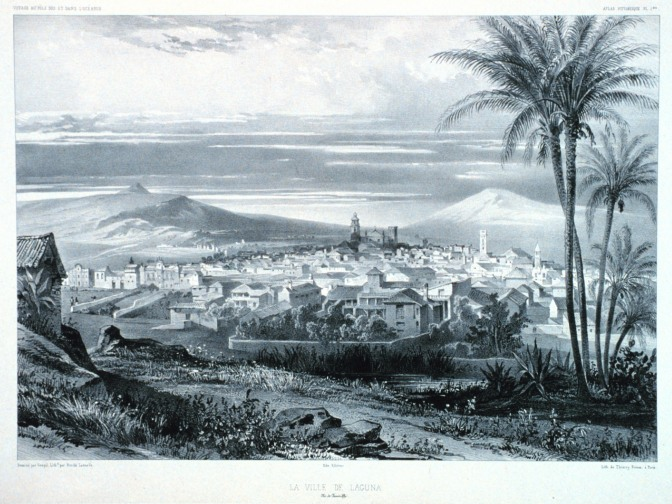
San Cristóbal de La Laguna el 1880

Com a nota d'interès, quan les tropes de Napoleó Bonaparte assetjaven Cadis (1810), durant la Guerra d'Independència, les Corts d'aquesta ciutat van enviar missatge a Canàries traslladant la capitalitat d'Espanya. Com a conseqüència d'aquest missatge, es va reunir en els Jardins de Nava la Junta Suprema de Canàries, amb l'ànim de governar els territoris encara no ocupats pels francesos (Canàries i les colònies americanes, a més de les Filipines). Com record d'això, una petita plaça a la vila de dalt duu el nom de Plaça de la Junta Suprema, i s'hi alça un monòlit que va tenir fins a 2006 la inscripció FIDEL (lat. "fidel") i té ara la inscripció "FIDEL I D'IL·LUSTRE HISTÒRIA" (el títol oficial de la ciutat és 'Molt noble, lleial, fidel i d'il·lustre història ciutat de San Cristóbal de La Laguna'). No obstant això, les tropes franceses no van prendre Cadis i les Corts reassumiren la seva labor de govern. També a Las Palmas de Gran Canària es va constituir un òrgan semblant, el Cabildo Permanent. Entorn de 1850, San Cristóbal de La Laguna va absorbir els llavors municipis independents de Tejina, Punta del Hidalgo i Vall de Guerra. El 1904 s'hi va fundar l'Ateneu de La Laguna.
La conformació de la ciutat, els seus carrers, els seus colors, i el seu ambient són elements que comparteix amb ciutats colonials del continent americà com l'Havana a Cuba, Lima a Perú, Cartagena d'Índies a Colòmbia o San Juan a Puerto Rico, entre moltes altres, ja que el pla urbanístic de la ciutat de La Laguna va servir de model per a aquestes ciutats llatinoamericanes.
La Laguna ha estat freqüentment anomenada la «Florència de Canàries», això és causa de la gran quantitat d'esglésies i convents que posseeix, a més de pel seu nucli antic i els seus edificis històrics. També pel fet que la ciutat va ser bressol o seu de diferents moviments artístics i culturals després exportats a la resta de l'arxipèlag canari, especialment en l'àmbit religiós com en la Setmana Santa, o l'haver estat el bressol a Canàries del moviment de la Il·lustració, també anomenat el «Segle de les Llums». Això va afavorir el sorgiment sobretot en l'època barroca (segles XVII-XVIII) de notables escultors, pintors i arquitectes que van exercir el seu ofici en la ciutat i a vegades van exportar les seves obres a la resta de l'arxipèlag.

## Persones il·lustres
- José de Anchieta, sant, prevere jesuïta i missioner al Brasil.
- Amaro Pargo, famós corsari.
- Olimpia Arozena Torres, professora universitària.
- Ana Guerra, cantant. Va saltar a la fama per ser concursant del famós programa de televisió Operación Triunfo 2017.
- Toni Acosta, còmica i actriu.